# Movimiento Ahrar al-Najran
El Movimiento Ahrar al-Najran (en árabe: أحرار النجران‎,ʾAḥrār an-Naŷrān: "Los libres de Naŷrán") es un grupo separatista que se ubica al sur de Arabia Saudita, que surgió como respuesta a su intervención en Yemen durante la guerra civil yemení que comenzó en el año 2015, y que aun sigue en curso. La información conseguida de este supuesto grupo proviene exclusivamente medios de comunicación iraníes y sirios aliados, sin ninguna corroboración independiente sobre esta. Desde el verano de 2015 no ha habido más registros o información relacionada al supuesto grupo.

Mapa de Arabia Saudita, en donde en rojo, es la región de Naŷrán, en donde el grupo clama su separación.

## Historia
La región de Naŷrán pasó a ser parte de Arabia Saudita recién en 1934, después de que se firmara un acuerdo, siendo anteriormente propiedad del Reino Mutawakkilita de Yemen. 
Junto a las provincias orientales del país, Naŷrán es mayoritariamente chiita, en especial de la rama ismailita. Cuándo estalló la rebelión de los hutíes en Yemen e intervino Arabia Saudita en el conflicto, Naŷrán como provincia fronteriza pasó a ser parte de las zonas de constantes enfrentamientos y comenzaron a formarse diversos ejércitos tribales, en donde estos pactaron una alianza con Ahrar Al-Najran, con el fin de separarse de Arabia Saudita.

## Razones de su independencia
Entre las razones de por qué el Movimiento Ahrar al-Najran declara su propuesta de separarse de Arabia Saudita son:
1. La insastifacción general de Arabia Saudita, en relación con la forma en que los funcionarios en Riad, manejaban la administración cotidiana de los asuntos internos de la provincia.
2. La ausencia de políticas y leyes que contrarresten el alto índice de pobreza adyacente en el sur del país.
3. La agresividad de Arabia Saudita hacia el conflicto en Yemen, incluyendo las constantes masacres y muertes de civiles yemeníes.
4. El fracaso total del gobierno saudí en ver a sus compatriotas del sur como ciudadanos prioritarios, violando sus derechos legítimos como tales.